# Dorfmühle (Mistelbach)
Die Mistelbacher Dorfmühle im Landkreis Bayreuth war eine Mühle, die von Wasserkraft angetrieben wurde. Das Gebäude ist bis heute erhalten.

## Geschichte
Urkundlich wurde die Mühle erstmals 1398 erwähnt. Die Mühle wurde mit einem oberschlächtigen Mühlenrad betrieben. Im Jahre 1980 wurde der Mühlenbetrieb, als eine der letzten Mühlen im Landkreis Bayreuth, eingestellt. Besitzer waren:
- 1398 Crauß (Kraws) Menges (= Mangeresreuther)
- 1499 Tollhopf
- 1647 Neukam
- bis 1662 Drechsel
- ab 1662 Schiller
- ab 1925 Weydenhammer, Georg
- 1957 Weydenhammer, Hans
- 1985 Weydenhammer, Georg und Andrea

## Visuelle Eindrücke

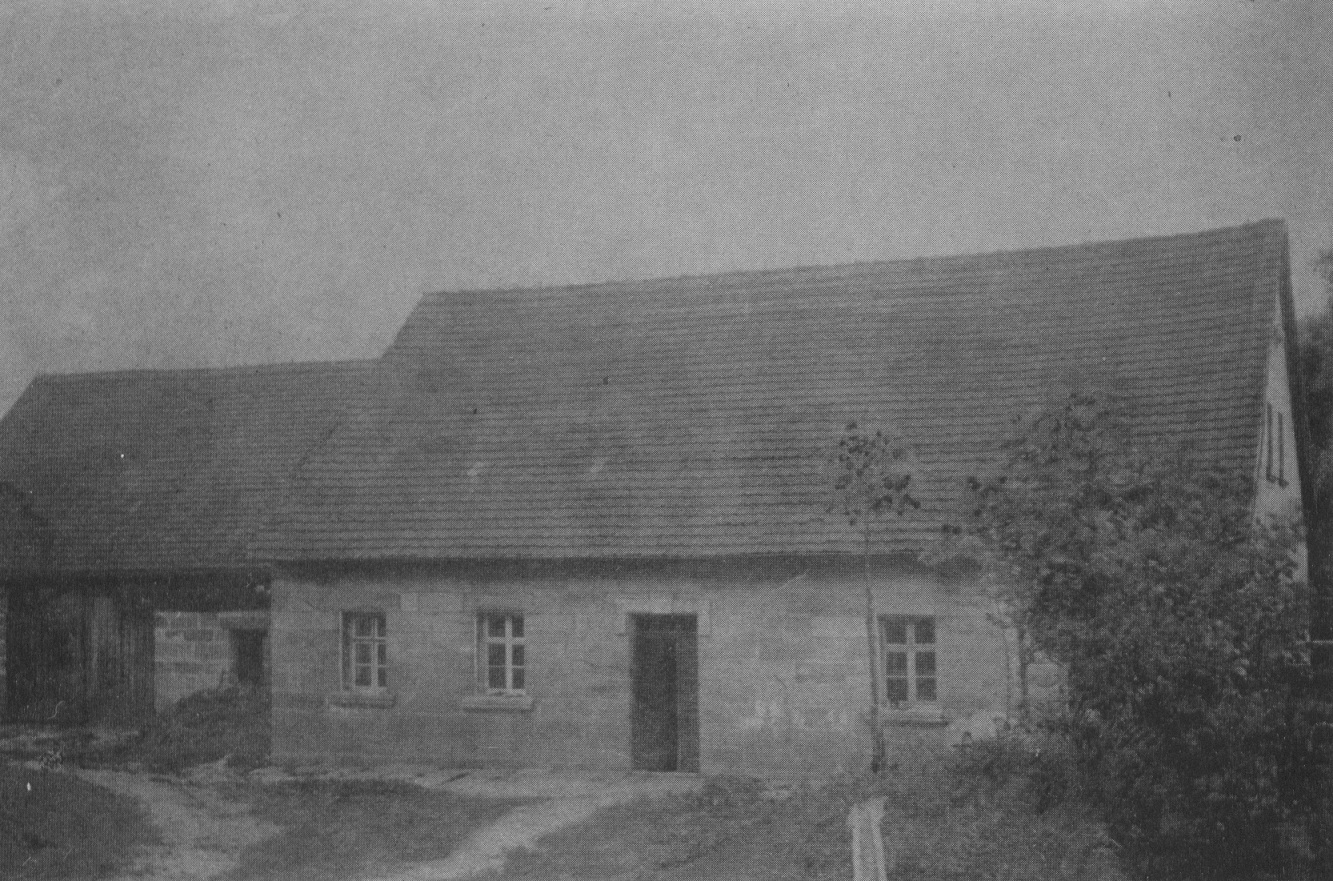
Dorfmühle (undatiert, vor 1930)
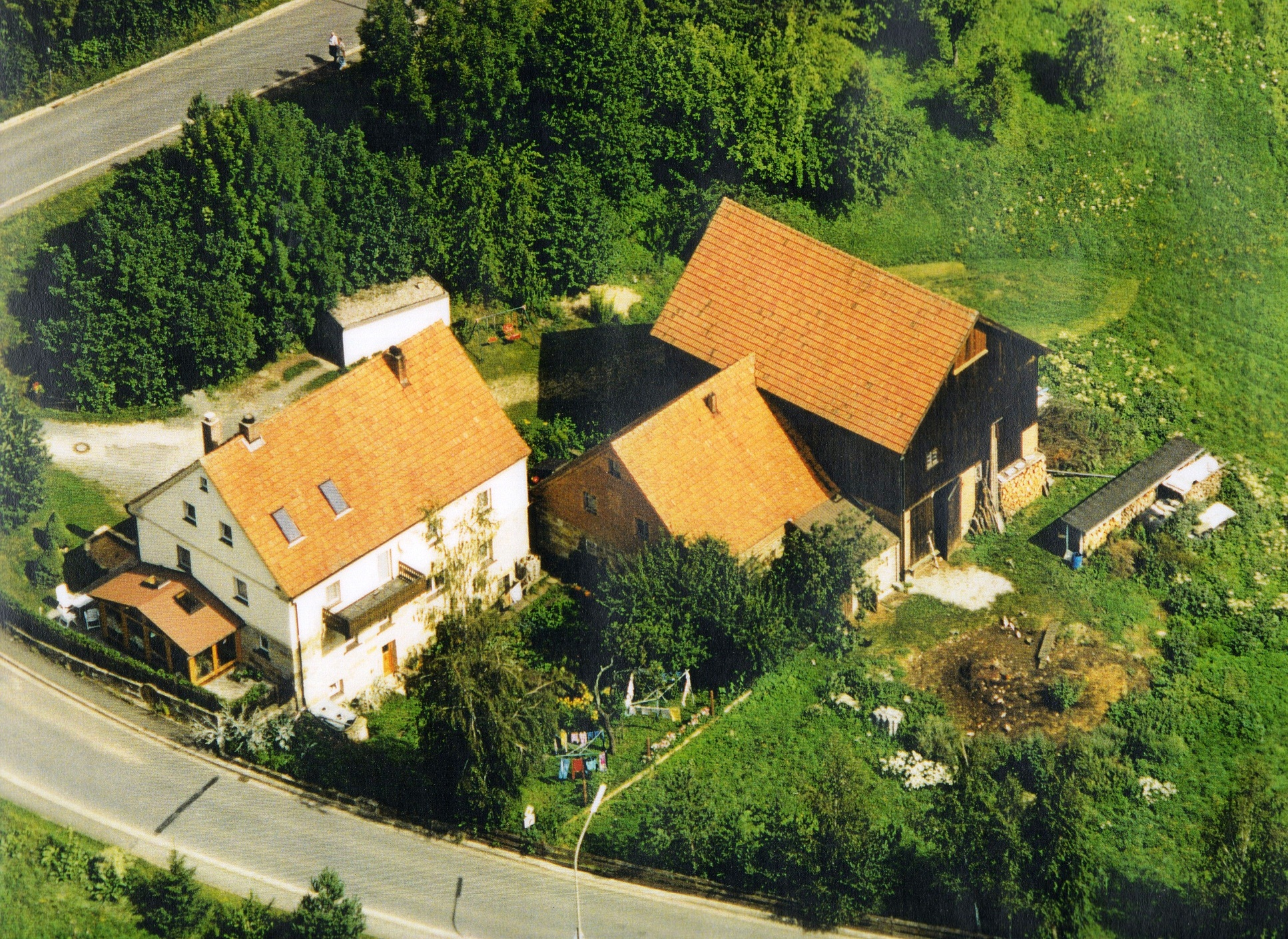
Luftbild der Dorfmühle
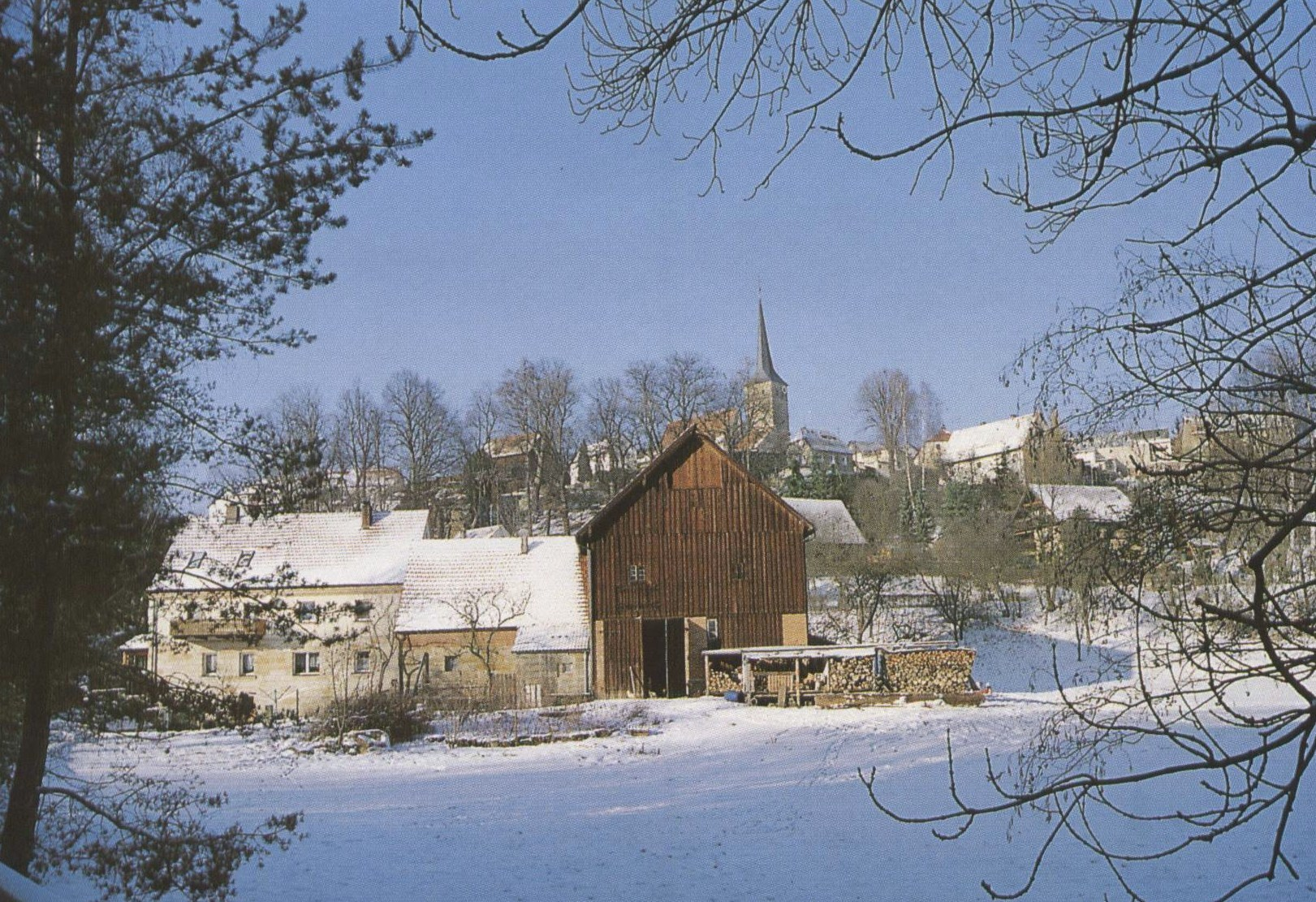
Dorfmühle im Winter